# Бой у Керникоски
Бой у Керникоски — сражение русско-шведской войны 1788—1790 гг. между русской императорской армией и вооружёнными силами Швеции, которое произошло 18 (30) апреля 1790 года близ Керникоски.
Боевые действия на суше весой 1790 года оказались довольно неудачными для России. Шведский король Густав III, прибывший к войскам, планировал действовать из Саволакса. 15 апреля шведский армейский корпус численностью 4000 человек под личным командованием короля подошёл к Пардакоски (Партакоски) и Керникоски (Кярнякоски) и, внезапно атаковав, разбил две русские егерские роты, захватил провиант и две пушки, а также 40 пленных. Четыре другие роты, отрезанные в Суоменниеми, были вынуждены отойти по озеру Кулискову в Савитайпале. После чего Екатерина II распорядилась восстановить положение и отправила генералов О. А. Игельстрёма и принца Ангальт-Бернбургского для выполнения приказа.
Войска были разделены на три колонны, потому что нападение на шведов, которыми к этому времени командовал Г. М. Армфельт, было запланировано сразу с трёх сторон. Войска принца остались в резерве. Контратака русских была назначена на 23 часа 30 минут 18 (30) апреля 1790 год. Колонна бригадира В. С. Байкова наступала по льду озера на правом фланге с охватом вражеской позиции у Пардакоски. Она сумела отбросить шведов к деревне, но попала под сильный артиллерийский и ружейный обстрел и отступила, её командир был смертельно ранен.
Генерал-поручик принц Ангальт-Бернбургский решил взять Керникоски. Он дал приказ быстрой атакой захватить керникосский мост. Сначала атака второй колонны была удачной; шведы начали отступление. Русские захватили вражескую пушку. Шведы начали было оставлять шанцы, но вскоре они получили сильное подкрепление и начали теснить русских, перейдя в контратаку. Когда принц Ангальтский и его адъютант были смертельно ранены, все атакующие роты также остановились и начали отступать.. Оставленную у моста в Керникоски батарею (два орудия) захватили шведы.
Третья колонна генерал-майора Ф. Ф. Берхмана и бригадира князя В. Н. Мещерского, наступавшая по льду озера на левом фланге, действовала пассивно, ограничившись безрезультатным артобстрелом вражеских позиций, и, когда подверглась контратаке шведов, не приняв боя, отступила.
В итоге русские войска после шестичасового боя вновь были разбиты. Шведы не стали преследовать отступающие части, и русский отряд в ночь на 20 апреля сосредоточился близ села Савитайпале. Русские потеряли убитыми — 6 офицеров и 195 солдат, ранеными — 16 офицеров и 285 солдат, пленными — 95. Шведы — 41 убитыми и 173 ранеными.